# Eisai (Unternehmen)
Eisai (jap. エーザイ株式会社, Ēzai Kabushiki kaisha; engl. Eisai Co., Ltd.) ist ein global operierendes Pharmaunternehmen aus Japan, das im Nikkei 225, ISIN JP3160400002 gelistet ist und seinen Hauptsitz in Tokio (Japan) hat. Eisai beschäftigt weltweit ca. 10.180 Mitarbeiter (2015). Der Konzern verfügt über 10 Produktionsstätten und 15 Forschungslabore. Der weltweite Umsatz im Fiskaljahr 2020/21 betrug 645,9 Mrd. ¥. Das entspricht in etwa 4,65 Mrd. Euro.
Die Firma wurde 1941 als Nihon Eisai K.K. (日本衛材株式会社, Nihon Eisai Kabushiki-gaisha) gegründet und erhielt 1955 ihren heutigen Namen.
Eisai vertreibt sowohl verschreibungspflichtige als auch OTC-Arzneimittel. Zwei der bekannteren Arzneistoffe, die Eisai entwickelte, sind das Antidementivum Donepezil (Handelsname Aricept) sowie der Protonenpumpenhemmer Rabeprazol (Handelsnamen: Pariet (DE, CH), Aciphex (z. B. USA)). In der Onkologie vertreibt Eisai sowohl Eribulin (Halaven) als auch Lenvatinib (Kisplyx, Lenvima; Nierenzellkarzinom).

## Geschichte
- 1941: Nihon Eisai Co., Ltd., die Vorgängerfirma von Eisai Co., Ltd., wird in Saitama, Ostjapan, gegründet.
- 1944: Sakuragaoka Laboratory Co., Ltd. und Nihon Eisai Co., Ltd. fusionieren unter dem Namen Nihon Eisai Co., Ltd.
- 1955: Das Unternehmen ändert seinen Namen von Nihon Eisai Co., Ltd. in Eisai Co., Ltd., der Name, der bis heute besteht.
- 1961: Eisai wird an den Börsen in Tokio und Osaka gelistet.
- 1966: Die Produktionsstätte Kawashima wird in Gifu, Zentraljapan, eröffnet.
- 1969: Youda Co., Ltd. wird als Tochtergesellschaft in Taiwan gegründet.
- 1970: PT Eisai Indonesia wird als pharmazeutische Produktions- und Vertriebsgesellschaft in Indonesien gegründet.
- 1974: Eisai (Malaysia) Sdn. Bhd. und Hi-Eisai Pharmaceutical Inc. werden als Tochtergesellschaften in Malaysia bzw. auf den Philippinen gegründet
- 1981: Eisai USA Inc. wird als Tochtergesellschaft in Kalifornien, USA, gegründet.
- 1988: Das Eisai Research Institute of Boston, Inc. wird als Tochterunternehmen für Forschung in Massachusetts, USA, gegründet.
- 1991: Eisai Hong Kong Co., Ltd. wird in Hongkong gegründet.
- Shenyang Eisai Pharmaceutical Co., Ltd. wird als chinesisch-japanisches Joint Venture für die pharmazeutische Produktion in Shenyang, China, gegründet.
- 2004: Eisai Europe Ltd. wird als Holding für die Tochtergesellschaften in Europa in London, Großbritannien, gegründet.
- 2007: Eisai Manufacturing Ltd. wird als Produktionsunternehmen in Hertfordshire, Großbritannien, gegründet.
- 2014: Die Eisai China Holdings Ltd. wird als Holdinggesellschaft für die chinesischen Tochtergesellschaften in Suzhou, China gegründet.
- 2017: Kooperation mit dem amerikanischen Pharmakonzern Biogen zur Entwicklung und Vermarktung von Alzheimer-Medikamenten.

(Quelle:)